# Monchite
Monchite, é uma pequena aldeia da freguesia da Sabacheira, concelho de Tomar, distrito de Santarém, Portugal.

## Património
- Capela de Santo António